# Copaifera paupera
Copaifera paupera är en ärtväxtart som först beskrevs av Theodor Carl Karl Julius Herzog, och fick sitt nu gällande namn av John Duncan Dwyer. Copaifera paupera ingår i släktet Copaifera, och familjen ärtväxter. Inga underarter finns listade i Catalogue of Life.